# Karshi Challenger 2007
Il Karshi Challenger 2007 è stato un torneo di tennis facente parte della categoria ATP Challenger Series nell'ambito dell'ATP Challenger Series 2007. Il torneo si è giocato a Karshi in Uzbekistan dal 20 al 26 agosto 2007 su campi in cemento.

## Vincitori

### Singolare
Denis Istomin ha battuto in finale  Marsel İlhan con il punteggio di 6–1, 6–4

### Doppio
Andrew Coelho /  Adam Feeney hanno battuto in finale  Ivan Dodig /  Horia Tecău con il punteggio di 6–2, 3–6, [10–7]